# Панюково (Московская область)
Панюково — деревня в городском округе Шаховская Московской области. В деревне действует церковь Рождества Богородицы 1803 года постройки.

## Население
| 1859 | 1926 | 2002 | 2006 | 2010 |
| ---- | ---- | ---- | ---- | ---- |
| 157  | ↗226 | ↘19  | ↗28  | ↘23  |

## География
Деревня расположена в южной части округа, у границы с Можайским районом, примерно в 27 км к юго-западу от райцентра Шаховская, на левом берегу реки Иночи, высота центра над уровнем моря 228 м. Ближайшие населённые пункты — Соколово на западе, Пахомово на юго-востоке и Кожино Можайского района на юге.
В деревне три улицы — Московская, Усадьба Август парк и Центральная.
В деревне останавливается автобус 35-го маршрута.

## Исторические сведения
В 1769 году Панюкова — деревня Хованского стана Волоколамского уезда Московской губернии в составе большого владения коллежского советника Владимира Федоровича Шереметева. В деревне 11 дворов и 37 душ.
В середине XIX века село Панюково относилось к 1-му стану Волоколамского уезда и принадлежало поручику Ивану Васильевичу Сатину. В селе был 21 двор, крестьян 57 душ мужского пола и 66 душ женского.
В «Списке населённых мест» 1862 года — владельческое село 1-го стана Волоколамского уезда Московской губернии по правую сторону Московского тракта, шедшего от границы Зубцовского уезда на город Волоколамск, в 50 верстах от уездного города, при речке Иночи, с 19 дворами, православной церковью и 157 жителями (74 мужчины, 83 женщины).
По данным на 1890 год входило в состав Серединской волости, число душ мужского пола составляло 55 человек.
В 1913 году показано училище Московского воспитательного дома и усадьба Д. Н. Квашнина-Самарина.
В материалах Всесоюзной переписи населения 1926 года указаны село Панюково и деревня Новое Панюково. В селе проживало 226 человек (91 мужчина, 135 женщин), велось 45 хозяйств (44 крестьянских), имелась школа; в деревне проживало 46 человек (23 мужчины, 23 женщины) и велось 10 крестьянских хозяйств.
С 1929 года — населённый пункт в составе Шаховского района Московской области. До 1954 года было центром Панюковского сельсовета.
1994—2006 гг. — деревня Дорского сельского округа Шаховского района.
2006—2015 гг. — деревня сельского поселения Серединское Шаховского района.
2015 г. — н. в. — деревня городского округа Шаховская Московской области.